# Chloronia convergens
Chloronia convergens är en insektsart som beskrevs av Contreras-ramos 1995. Chloronia convergens ingår i släktet Chloronia och familjen Corydalidae. Inga underarter finns listade i Catalogue of Life.